# Первый русский великого князя Константина Константиновича кадетский корпус
Пе́рвый ру́сский вели́кого кня́зя Константи́на Константи́новича каде́тский ко́рпус — русское начальное военно-учебное заведение с программой среднеучебного заведения с полным пансионом для подготовки молодёжи к военной карьере, существовавшее на территории Югославии с 1920 по 1944 год и на территории Австрии — в 1945 году. Во время Второй мировой войны многие выпускники корпуса служили в Русском корпусе в Югославии, а из старших кадетов в конце войны была сформирована охрана главнокомандующего КОНР генерал-лейтенанта А. А. Власова. Младшие кадеты пошли на охрану немецкого аэродрома Эггер на правах «добровольных воспитанников Люфтваффе».

## Предыстория
Во время большевистской революции кадетские корпуса навлекли на себя особенно тяжёлые удары со стороны строителей «интернационала». Под этими ударами погибли бесследно все корпуса кроме тех, которые оказались в сфере гражданской войны и поэтому не поддались окончательному разгрому: на юге Киевский, Одесский, Полтавский и Владикавказский, на Дону — Донской, и на востоке — Сибирский и Хабаровский.
Их судьба сложилась так:
Киевский корпус в декабре 1919 года прибыл из Киева в Одессу в Одесский корпус, в котором уже, помимо одесских кадет, размещалась 2-я рота Полоцкого корпуса (который был эвакуирован по разным кадетским корпусам ещё в дни Великой войны). Все три корпуса жили в казармах Одесского своей жизнью и со своими директорами. Спустя месяц, 25 января 1920 года все три корпуса, под огнём большевиков, были эвакуированы из Одесского порта и прибыли в Королевство сербов, хорватов и словенцев — будущее Королевство Югославия.
10 марта 1920 года приказом ещё полномочного тогда Российского военного агента генерала В. А. Артамонова эти корпуса были соединены в один под именем Сводного кадетского корпуса. Генерал-лейтенант Б. В. Адамович, бывший начальник Виленского военного училища был назначен его директором.
В составе Киевского корпуса было 95 кадет и 18 лиц персонала и в составе Одесского — 126 кадет и 20 лиц персонала. 25 апреля 1920 года прибыло ещё 42 кадета (остатки двух взводов 1-й роты Одесского кадетского корпуса), пробившихся сухим путём, с боями и потерями, через Днестр в Румынию, под командой полковника Гущина и капитана Реммерта. Таким образом, всего собралось в первом составе корпуса 263 кадета и 40 лиц персонала.
Части корпуса были размещены первоначально в двух местах — в Панчеве и Сисаке, а между 4 и 12 июня обе группы корпуса соединились в Сараеве и начали устраиваться в предоставленной корпусу казарме «Короля Петра», рядом с которой, к слову сказать, в июне 1914 года был убит эрцгерцог Фердинанд. Новое учебное заведение было названо первоначально Русским кадетским корпусом в Сербии.
20 августа 1920 года по приказу главнокомандующего Русской армией генерал-лейтенанта барона П. Н. Врангеля корпус переименовали в «Русский Киево-Одесский кадетский корпус». Незадолго до эвакуации из Крыма учебному заведению было присвоено окончательное название — «Русский кадетский корпус в королевстве СХС».
Корпус пробыл в Сараеве до 5 сентября 1929 года, пока правительство Югославии не перевело его в другой провинциальный городок под названием Белая Церковь. В Белой Церкви Русский кадетский корпус был слит другим русским военно-учебным заведением, Крымским кадетским корпусом, и переименован в «Первый Русский великого князя Константина Константиновича кадетский корпус».
Петровский-Полтавский кадетский корпус был эвакуирован в декабре 1919 года во Владикавказский кадетский корпус, только что восстановленный после разгрома, но уже летом 1920 года оба корпуса были перевезены по Военно-Грузинской дороге в Кутаис, оттуда в Батум и далее морем в Крым — в Ореанду и Массандру, где оба корпуса были объединены и названы Крымским кадетским корпусом, а 2 ноября 1920 года корпус был эвакуирован в Королевство С. Х. С., куда прибыл в декабре 1920 года и размещён в Стрнище, а в октябре 1922 года был переведён в Белую Церковь. В августе 1929 года Крымский корпус был закрыт, а состав его был вмещён в Первый Русский и Второй Русский Донской кадетские корпуса.
Донской Императора Александра III кадетский корпус в декабре 1919 года был эвакуирован из места своего постоянного пребывания в Новочеркасске в Новороссийск, а оттуда, в феврале 1920 года, за исключением тифозных больных, в Египет, город Исмаилия, рядом с Суэцким каналом. Спустя 2 года, во время перемещения в Болгарию, корпус был расформирован англичанами, а его личный состав распущен.
Между тем, тифозные кадеты Донского корпуса, оставшиеся в Новороссийске, были вывезены в Крым, в Евпаторию, а 29 октября 1920 года — эвакуированы в Константинополь. 3 декабря 1920 года приказом по Всевеликому Войску Донскому этому осколку корпуса было дано наименование Второй Донской кадетский корпус. Состав его был перевезён в Королевство С. Х. С., куда он прибыл 14 декабря 1920 года и где, после нескольких перемещений и слияний с Крымским корпусом, был закрыт в 1933 году с переводом оставшихся в нём кадет в Первый Русский кадетский корпус.
После гибели адмирала А. В. Колчака оба сибирских корпуса — Сибирский и Хабаровский — были эвакуированы во Владивосток и оказались в октябре 1922 года на Русском острове. В них было около 900 кадет. 24 октября 1922 года, когда Красная Армия дошла до Владивостока, кадеты были погружены на суда и отправлены в Шанхай. Число кадет, пожелавших покинуть Россию, сократилось до 400. Эскадра попала в тайфун, во время которого погиб маленький крейсер «Лейтенант Дыдымов», служивший ранее для охраны котиковых промыслов, вместе со всем экипажем и 31 кадетом на борту. После двух лет жизни в Шанхае, где кадетский оркестр играл на улицах, добывая деньги на пропитание, 6 ноября 1924 года 250 кадет были погружены на корабль и доставлены в порт Сплит, куда прибыли 6 декабря 1924 года. 3 февраля 1925 года 32 кадета Сибирского корпуса были зачислены в Первый русский корпус, остальные — в Донской корпус или «распылились».
Так закончили своё существование на родине русские кадетские корпуса.

## История корпуса
Корпус был образован соединением кадров Киевского и Одесского кадетских корпусов, приняв старшинство Киевского корпуса. Корпус так же принял в себя живых людей, материальную часть и традиции воспитания Полоцкого, Полтавского, Владикавказского, Донского, Сибирского и Хабаровского кадетских корпусов. Он являлся первым из зарубежных и последним из сохранившихся русских кадетских корпусов.
Корпус трижды менял своё название: 2 августа 1920 года корпус был назван «Сводным Русским кадетским корпусом в Сербии», 7 августа того же года — «Русским Киево-Одесским кадетским корпусом в Королевстве С. Х. С.», а 1 сентября 1929 года, при перемещении корпуса в Белую Церковь (серб. Бела Црква) — «Первым Русским кадетским корпусом» и в том же году, в день корпусного праздника 5 декабря, получил шефство и наименование «Первый Русский Великого князя Константина Константиновича кадетский корпус» с шифровкой на погонах вензеля Великого князя.
Первый Русский кадетский корпус праздновал свой корпусной день 6 (18) декабря, а в преемственность от Владимирского Киевского кадетского корпуса годом основания корпуса считался 1851 год. В этот день всегда происходил парад корпуса. В канун праздника, 5 декабря, всегда совершалась панихида, особое поминание и пение песни Дворянского полка — корпусной песни.
17 июня 1920 года состоялось первое заседание Педагогического Комитета и началось восстановление корпуса из людей, принесших с собой только души с традициями, но не вывезших ничего — ни одного учебного пособия, ни одной тетради, ни расписаний, ни посуды, ни одежды. Были только 300 людей, потрясённых войной, революцией, погромами, междоусобицей, эвакуациями и бегством из России. Вместо доски на стене — листы сменяемой обёрточной бумаги. Вместо парт — лазаретные тумбочки и табуретки. Но первый выпуск состоялся уже в августе 1920 года. Занятия велись по запискам преподавателей.
1920—1921 учебный год начался уже в более нормальных условиях. Так как по понятным причинам в стандартную русскую учебную программу нужно было добавить изучение сербского языка — пришлось отказаться от часов, полагающихся строевым упражнениям и танцам.
В 1922 году кадетские корпуса перешли в ведение государственной комиссии помощи русским беженцам, и был добавлен один год обучения — VIII класс — чтобы соответствовать стандартам сербского среднего образования, что давало выпускникам возможность продолжать образование в высших учебных заведениях Сербии.
Июль и август 1929 года были критическими в судьбе корпуса — его хотели упразднить, но содействие давнишнего друга корпуса — генерала Хаджича — и волею Короля Александра корпус был сохранён, объединён с Крымским кадетским корпусом и переведён в Белу-Цркву на базу последнего. Более того — с 1930 года корпус стал выдавать выпускные аттестаты на стандартных сербских бланках, что полностью сняло вопросы о дальнейшем трудоустройстве выпускников. Возобновился набор кадет в младшие классы.
В корпусе действовали физический и химический кабинеты, мастерские, лазарет, класс рисования, кабинет естественной истории, гимнастический зал, хор, духовой (медный) оркестр, библиотека, читальная комната, типография. Постоянно действовали стрелковый, астрономический, спортивный, теннисный, шахматный, литературный, музыкальный, французского языка, голубеводов, садоводов, аэропланных моделей и исторический кружки.
В апреле 1942 г. корпус был выселен немецкими оккупационными властями из здания на окраине Бела Црквы, где он функционировал с 1929 г., и переведен в здание бывшего Донского Мариинского института.
Кадетская жизнь в этом корпусе продолжалась до сентября 1944 года, когда корпус принуждён был эвакуироваться в Германию, потому что советские войска подходили к югославской границе.
Эвакуация из г. Бела Црква состоялась 10 сентября 1944 г. Корпус был эвакуирован в г. Эгер (ныне Хеб, Чехия), где кадеты были размещены в лагере на территории бывшего аэродрома люфтваффе. В январе 1945 г. ряд старших кадет отправился в Берлин, где присоединился к Русской Освободительной армии генерала А. А. Власова. Тогда же корпус покинул его последний директор (1936-44) генерал-майор А. Г. Попов, фактически сложивший с себя ответственность за судьбу корпуса ещё в октябре 1944 г.
В середине февраля 1945 г. остатки корпуса (106 кадет с несколькими воспитателями) были переведены в австрийский город Гмюнд, где им было выделено двухэтажное здание местной гимназии. Занятия в корпусе возобновились и продолжались до середины апреля 1945 г., когда поручик К. П. Лесников вывел кадет из Гмюнда в Зальцбург, к тому времени уже освобожденный американцами. На этом история 1-го Русского кадетского корпуса завершилась.
За всё время своего существования, то есть с 1920 года, корпус дал 24 выпуска, 966 кадет получили аттестаты и с этим возможность поступить в высшие учебные заведения или в военные академии, чем большинство из них и воспользовалось.
В настоящее время в г. Бела Црква (Сербия) сохранились оба здания, где функционировал 1-й Русский кадетский корпус. Трехэтажное здание, где корпус работал в 1929-42 гг., расположено на окраине города, принадлежит Министерству обороны Сербии и в настоящий момент пустует, хотя поддерживается в неплохом состоянии. В мае 2014 г. в здании впервые после большого перерыва состоялась кадетская церемония — освящение и передача делегации белорусских кадет кадетами последнего выпуска 1-го Русского корпуса знамени Полоцкого кадетского корпуса.
В эмиграции после Второй Мировой войны в некоторых странах были созданы Объединения бывших воспитанников 1 Русского Великого князя Константина Константиновича кадетского корпуса как самостоятельные организации, или как группы, входящие в местные кадетские объединения. Самыми многочисленными Объединениями были в США, Бельгии, Канаде и странах Латинской Америки. Объединения имели свои бланки, печати и флаги.

## Музей корпуса
Эвакуированные из Одессы под огнём большевиков кадеты и преподаватели не взяли с собой ничего, что бы могло иметь хоть какую-то музейную ценность. Но по мере первых лет жизни в Сараеве, с возвращением уверенности в жизненность самого Русского корпуса, в его распоряжение и собственность стали переходить различные памятники, вывезенные из большевистской России. Многие кадеты, потеряв с переездом всё, даже родителей и близких, свято берегли некоторые предметы как память тех корпусов, которые воспитывали их в России. Берегли, никому не показывая, и даже не говоря о них. Когда же появилась мысль о создании при корпусе музея, эти предметы, сначала понемногу, а потом всё больше и больше стали извлекаться на свет Божий. Так оказались сохранёнными две частицы знамени Владимрского-Киевского корпуса. А в 1925 году, с прибытием сибирских кадет, с ними поступило вывезенное церковное и музейное имущество их корпусов.
3 сентября 1925 года генерал-лейтенантом Адамовичем был дан приказ: «Учреждаю при корпусе музей, которому именоваться Музеем Русского кадетского корпуса. Открытие музея назначаю на 6 декабря, в день праздника корпуса…». Музей хранил в своих стенах очень много предметов всех бывших Российских кадетских корпусов и военных училищ. К 1940 году на учёте состояло более 4000 единиц хранения. Были созданы следующие отделы, но многие предметы были и «вне отделов»:
- I Шефский
- II Жизнь корпуса в иллюстрациях
- III Связь с жизнью города Сараево и его русской колонией
- IV Связь с жизнью города Белая Церковь и его русской колонией
- V Экскурсии, слёты, поездки, прогулки
- VI Архив музея
- VII Библиотека музея
- VIII Разные работы кадет
- IX Княже-Константиновцы
- Х Ордена, медали, знаки, имеющие отношение к корпусу
- XI Ордена, медали, знаки, печати общего значения
- XII Российские монеты
- XIII Российские денежные и почтовые знаки
- XIV Генерал Врангель
- XV Русский военный
- XVI Зарубежные военно-учебные организации
- XVII Главное управление военно-учебных заведений

## Директора корпуса
- Генерал-майор Старк — назначен общим руководителем ещё разрозненных групп Одесского, Киевского, Полоцкого корпусов 24 февраля 1920 года.
- Генерал-лейтенант Адамович, Борис Викторович (1870—1936) — 27 июля 1920 года по дату его кончины, 22 марта 1936 года.
- Генерал-майор Попов, Александр Григорьевич — с 1 сентября 1936 года по февраль 1945 года.